# 広州毛氏
広州毛氏（クァンジュモし、광주모씨)は、朝鮮の氏族の一つ。本貫は中華人民共和国広東省広州市である。2015年の調査では、92人である。

## 起源
毛氏の起源は中国西周にある。『朝鮮氏族通報』によると、周文王が子の姫鄭を毛に封じたことから姓氏を毛とした。

## 概要
文献がなく、一族がどのように朝鮮に定着したのかについては不明であり、広州毛氏の始祖は不明である。ただし、平安北道定州で代々暮らしてきたと伝えられる。

## 主要人物
- 毛允淑： 1948年の第3次国連総会韓国代表、1955年の国際ペンクラブ韓国代表、1960年に国際ペンクラブ韓国本部会長、1971年共和党の全国区国会議員などを歴任した。
- 毛麒允：毛允淑の弟。韓国文協、ハングル学会理事。
- 毛仁筆：1955年生。忠北大学校獣医学科教授

## 人口
- 2000年：309人
- 2015年：92人[1]